# 66 TCN
Năm 66 TCN là một năm trong lịch Julius. 

## Mất
- Caius Licinius Macer, nhà biên niên sử La Mã.[1]